# Meteoriella japonica
Meteoriella japonica là một loài rêu trong họ Pterobryaceae. Loài này được Cardot ex Iisiba mô tả khoa học đầu tiên năm 1929.